# Myxosporea
Myxosporea é uma classe de animais microscópicos parasitas do grupo Myxozoa. Estes organismos têm um ciclo de vida complexo, que integra fases vegetativas em dois hospedeiros: um invertebrado aquático (normalmente anelídeos) e um vertebrado de sangue-frio (normalmente peixes). 

## Classificação
- Gênero Ceratomyxa
- Gênero Myxobolus
- Myxobolus cerebralis, um importante parasita do salmão e da truta
- Gênero Myxidium
- Myxidium giganticum